# Arcidiocesi di Kingston in Giamaica
L'arcidiocesi di Kingston in Giamaica (in latino Archidioecesis Regiopolitana in Iamaica) è una sede metropolitana della Chiesa cattolica in Giamaica. Nel 2023 contava 59.100 battezzati su 1.478.500 abitanti. È retta dall'arcivescovo Kenneth David Oswin Richards.

## Territorio
L'arcidiocesi comprende tutta la contea di Surrey e la parrocchia civile di Saint Catherine, nella parte orientale della Giamaica.
Sede arcivescovile è la città di Kingston, dove si trova la cattedrale della Santissima Trinità.
Il territorio si estende su 1.262 km² ed è suddiviso in 32 parrocchie, raggruppate in 6 decanati.

### Provincia ecclesiastica
La provincia ecclesiastica di Kingston, istituita nel 1967, comprende le seguenti suffraganee:
- diocesi di Belize-Belmopan,
- diocesi di Mandeville,
- diocesi di Montego Bay.

Inoltre è aggregata alla provincia ecclesiastica di Kingston in Giamaica la missione sui iuris delle isole Cayman.

## Storia
Il 15 maggio 1515, in forza del breve Super specula di papa Leone X, fu eretta l'abbazia territoriale di Giamaica, che fu abbandonata nel 1650 per l'occupazione inglese dell'isola.
Il vicariato apostolico di Giamaica fu eretto il 10 gennaio 1837 con il breve Ex munere pastoralis di papa Gregorio XVI, ricavandone il territorio dal vicariato apostolico di Trinidad (oggi arcidiocesi di Porto di Spagna).
Il 31 ottobre 1858 cedette le isole Bahamas alla diocesi di Charleston.
Il 10 giugno 1888 cedette un'altra porzione del suo territorio a vantaggio dell'erezione della prefettura apostolica dell'Honduras britannico (oggi diocesi di Belize-Belmopan).
Il 29 febbraio 1956 per effetto della bolla Sanctorum mater di papa Pio XII fu elevato a diocesi e assunse il nome di diocesi di Kingston. Originariamente era una diocesi immediatamente soggetta alla Santa Sede.
Il 14 settembre 1967 ha ceduto un'altra porzione di territorio a vantaggio dell'erezione della diocesi di Montego Bay e lo stesso giorno è stata elevata al rango di arcidiocesi metropolitana con la bolla Christi gregem di papa Paolo VI.
L'8 settembre 1970 cedette la giurisdizione sulle isole Turks e Caicos alla diocesi di Nassau (oggi arcidiocesi).
Il 15 aprile 1991 e il 14 luglio 2000 ha ceduto ulteriori porzioni di territorio a vantaggio dell'erezione rispettivamente del vicariato apostolico di Mandeville (oggi diocesi) e della missione sui iuris delle isole Cayman.

## Cronotassi dei vescovi
Si omettono i periodi di sede vacante non superiori ai 2 anni o non storicamente accertati.
- Sancho de Matienzo † (1516 - 1522 deceduto)
- Andrés López Frias † (1522 - 1523)
- Luis de Figueroa, O.S.H. † (1523 - 1524)
- Pietro Martire d'Anghiera, O.S.B. † (1524 - 1526 deceduto)[5]
- Miguel Ramírez, O.P. † (1527 - 1535)
- Amador de Samano † (1535 - 1539)
- Johannes Dávila † (1544 - ?)
- Francisco Osorio Mercado † (1561 - 1573)
- Mateo de Santiago † (1573 - 1578)
- Luis Muñoz † (1578 - ?)
- Francisco Marques de Villalobos † (1581 - 1606)
- Bernardo de Balbuena † (1608 - 1619)
- Mateo de Medina Moreno † (1622 - 1650)
  - Sede soppressa (1650-1837)
- Benito Fernández, O.F.M. † (10 gennaio 1837 - 27 settembre 1855 deceduto)
- James Eustace Dupeyron, S.I. † (27 settembre 1855 succeduto - 28 luglio 1872 deceduto)
- Joseph Sidney Woollett, S.I. † (1871 - 1877 deceduto)
- Thomas Porter, S.I. † (6 settembre 1877 - 29 settembre 1888 deceduto)
- Charles Gordon, S.I. † (28 maggio 1889 - 11 gennaio 1906 dimesso)
- John Joseph Collins, S.I. † (12 giugno 1907 - 16 marzo 1918 dimesso)
- William F. O'Hare, S.I. † (2 settembre 1919 - 11 ottobre 1926 deceduto)
- Joseph Nicholas Dinand, S.I. † (12 luglio 1927 - 4 ottobre 1929 dimesso)
- Thomas Addis Emmet, S.I. † (3 luglio 1930 - 8 aprile 1949 dimesso)
- John Joseph McEleney, S.I. † (3 febbraio 1950 - 1º settembre 1970 ritirato[6])
- Samuel Emmanuel Carter, S.I. † (1º settembre 1970 - 11 novembre 1994 ritirato)
- Edgerton Roland Clarke † (11 novembre 1994 - 17 febbraio 2004 ritirato)
- Lawrence Aloysius Burke, S.I. † (17 febbraio 2004 - 12 aprile 2008 ritirato)
- Donald James Reece (12 aprile 2008 - 15 aprile 2011 ritirato)
- Charles Henry Dufour (15 aprile 2011 - 29 aprile 2016 ritirato)
- Kenneth David Oswin Richards, dal 29 aprile 2016

## Statistiche
L'arcidiocesi nel 2023 su una popolazione di 1.478.500 persone contava 59.100 battezzati, corrispondenti al 4,0% del totale.
| anno | popolazione | popolazione | popolazione | presbiteri | presbiteri | presbiteri | presbiteri                | diaconi | religiosi | religiosi | parrocchie |
| anno | battezzati  | totale      | %           | numero     | secolari   | regolari   | battezzati per presbitero | diaconi | uomini    | donne     | parrocchie |
| ---- | ----------- | ----------- | ----------- | ---------- | ---------- | ---------- | ------------------------- | ------- | --------- | --------- | ---------- |
| 1948 | 79.898      | 1.340.000   | 6,0         | 63         | 2          | 61         | 1.268                     |         | 31        | 176       |            |
| 1966 | 139.508     | 1.827.000   | 7,6         | 116        | 17         | 99         | 1.202                     |         | 66        | 262       | 12         |
| 1970 | 139.084     | 1.176.927   | 11,8        | 90         | 15         | 75         | 1.545                     |         | 92        | 208       | 27         |
| 1976 | 152.420     | 1.209.819   | 12,6        | 106        | 20         | 86         | 1.437                     | 2       | 99        | 184       | 18         |
| 1978 | 167.714     | 1.153.047   | 14,5        | 86         | 22         | 64         | 1.950                     | 2       | 73        | 148       | 29         |
| 1990 | 93.398      | 1.379.847   | 6,8         | 76         | 26         | 50         | 1.228                     | 13      | 64        | 170       | 34         |
| 1999 | 96.645      | 1.360.042   | 7,1         | 58         | 24         | 34         | 1.666                     | 17      | 88        | 129       | 33         |
| 2000 | 96.645      | 1.360.042   | 7,1         | 52         | 23         | 29         | 1.858                     | 18      | 40        | 127       | 33         |
| 2001 | 95.000      | 1.407.000   | 6,8         | 52         | 23         | 29         | 1.826                     | 16      | 70        | 123       | 32         |
| 2002 | 92.000      | 1.407.000   | 6,5         | 51         | 22         | 29         | 1.803                     | 21      | 94        | 115       | 33         |
| 2003 | 54.000      | 1.407.000   | 3,8         | 53         | 25         | 28         | 1.018                     | 20      | 142       | 118       | 32         |
| 2004 | 56.000      | 1.400.000   | 4,0         | 47         | 22         | 25         | 1.191                     | 20      | 134       | 116       | 32         |
| 2006 | 56.200      | 1.405.000   | 4,0         | 57         | 30         | 27         | 985                       | 19      | 174       | 113       | 32         |
| 2013 | 58.400      | 1.460.000   | 4,0         | 58         | 38         | 20         | 1.006                     | 29      | 167       | 97        | 31         |
| 2016 | 58.730      | 1.469.240   | 4,0         | 51         | 25         | 26         | 1.151                     | 35      | 193       | 90        | 31         |
| 2019 | 58.400      | 1.472.000   | 4,0         | 51         | 28         | 23         | 1.145                     | 42      | 247       | 84        | 30         |
| 2021 | 58.485      | 1.474.160   | 4,0         | 58         | 28         | 30         | 1.008                     | 40      | 76        | 93        | 32         |
| 2023 | 59.100      | 1.478.500   | 4,0         | 56         | 30         | 26         | 1.055                     | 37      | 227       | 78        | 32         |